# Reserva Natural de Nõmme Mire
A Reserva Natural de Nõmme Mire é uma reserva natural localizada no condado de Järva, na Estônia.
A área da reserva natural é de 437 hectares.
A área protegida foi fundada em 2006 para proteger tipos de habitat valiosos e espécies ameaçadas em Kärevere, Pibari, Tännassilma e aldeia Villevere (todos os locais na paróquia de Türi).